# Музей современного искусства (Больцано)
Музей современного искусства «Музейон» (нем. Museion Bozen, итал. Museion — Museo d’arte moderna e contemporanea di Bolzano) — художественная галерея в южно-тирольском городе Больцано, открытая в 1985 году; в мае 2008 года музей переехал в своё новое здание, построенное по проекту берлинского архитектурного бюро «Krüger, Schuberth, Vandreike» (KSV) и расположенное в центре города — на реке Тальфер.

## История и описание

### История
Музей современного искусства «Музейон» был основан в Больцано в 1985 году местным частным художественным объединением при поддержке властей одноимённой автономной провинции. Галерея начала свою работу в 1987 году — под художественным руководством Пьера Луиджи Сиены; президентом организации являлся Карл Николусси-Лек.
Первоначально музей придерживался в своей выставочной политике «региональной ориентации» — он был посвящен, прежде всего, продвижению и демонстрации изобразительного искусства, созданного на территории исторической области Тироль, начиная с 1900 года. В начале 1990-х, в связи с особым географическим положением региона, галерея занялась сложной тематикой различия между искусством немецко- и итальяноязычного сообществ провинции. Постепенно музей все более активно обращался к теме современного искусства — междисциплинарные тенденций получили отражение и в названии, которое было официально принято в 1991 году.
В 2000 году, в период президентства Алоиса Лагедера и под художественным руководством Андреаса Хапкемейера, «Музейон» окончательно стал музеем современного искусства; центральное место в его выставочной политике заняла теме «языка искусства», тесно связанная с культурой многоязычной пограничной зоны, в которой он расположен. Специализированная библиотека «Museion» предназначена для представления печатных работ по темам, связанным с современным международным искусством. В январе 2011 года, чтобы сделать её фонды более доступными для широкой аудитории, она была переведена в здание университетской библиотеки города (Bibliothek der Freien Universität Bozen). Фонд «Museion» был основан в августе 2006 года: в его состав вошли представители южно-тирольской администрации и частной ассоциации «Museion»; президент стал искусствовед и куратор Марион Пиффер Дамиани (род. 1963).

### Здание
Новое музейное здание было построено по проекту берлинского архитектурного бюро «KSV — Kruger, Schuberth, Vandreike»; в 2000 году данный проект стал победителем в общеевропейском конкурсе, в котором приняли участие 285 проектных бюро из 14 стран. Здание представляет собой «кубическое» строение длиною в 54 и шириной в 23 метра; высота составляет 25 метров. Стеклянный (прозрачный) фасад вписан в архитектуру города и окружающий ландшафт. Символичным стало и место расположения музея — он соединяет собой Старый и Новый город Больцано. Вечером стеклянные фасады служат проекционными поверхностями, которые позволяют горожанам наблюдать произведения современного медиа-искусства.
Выставочные уровни, начиная с фойе на первом этаже и заканчивая верхним уровнем с видом на город, связаны между собой «лестничным каскадом». Интерьеры характеризуются плавными переходами и многочисленными проемами в стенах. Несколько выставочных залов, конференц-зал, учебные лаборатории, библиотека, кафе и музейный магазин не являются строго отдельными помещениями. Музей является не только форумом для презентации и обсуждения произведений искусства, но и местом работы художников: художественная мастерская интегрирована в музейные помещения. Частью музейного комплекса стал и мост через реку Тальфер, начинающийся на его южной стороне — несколько связанных «колеблющихся кривых» образуют велосипедную и пешеходную дорожки.